# Tilapia thysi
Tilapia thysi é uma espécie de peixe da família Cichlidae.
É endémica de Camarões.